# Тчев
Тчев (пол. Tczew, кашуб. Dërszewò, нем. Dirschau) — город в Польше, расположенный в низовьях Вислы выше по течению от Гданьска. 
С XIV века до окончания Второй мировой войны большинство населения составляли немцы, а сам город был известен под именем Диршау (нем. Dirschau). В настоящее время — центр Тчевского повята Поморского воеводства. Имеет статус городской гмины. Занимает площадь 22,26 км². Население — 60 660 человек (на 2004 год).

## История
Населённый пункт впервые упомянут под 1198 год как один из посёлков, переданных померанским герцогом в распоряжение госпитальеров.
В 1260 году герцог Самбор II наделил Тчев (Trsow или Держево (Dersowe)) любекским правом. В 1309 году окрестные земли и сам город были выкуплены тевтонскими рыцарями во главе с Генрихом Плоцке, и Диршау стал Тет-де-поном.
Во время Реформации жители Диршау приняли лютеранство. В 1577 году город был разорён Баторием, позже эти территории захвачены поляками.
В ходе Тридцатилетней войны в Западной и Центральной Европах прошли и Польско-шведской войны, 12 июля 1626 года король Густав-Адольф, с войском из 26 000 человек личного состава, занял Диршау, как и многие города Западной Пруссии. В этих войнах город переходил то к шведам, то к полякам.
При наведении порядка ведущими державами в Европе произошли разделы Польши и город отошёл к прусской короне.
Населённый пункт в Западной Пруссии сильно вырос в значении во время индустриализации середины XIX века как железнодорожная станция на дороге Берлин — Кёнигсберг. Многие здания и сооружения были возведены архитектором К. Э. Р. Фойгтелем. Тогда же были выстроены два моста через Вислу, из гекстернских (Höxter) камней и плит, ставшие неофициальными символами города. Один из них, железнодорожный мост, построенный (Ленце и Шинцем в 1850—1857 годах, длиной в 837 метров, на его восточном фронтоне был большой горельеф «Покорение литовцев рыцарями немецкого ордена» работы Ф. А. Г. Шифельбейна. Данный ж/д мост для пропуска кораблей не имеет разводной части, но были устроены краны для вынимания и установки обратно корабельных мачт.
На конец XIX столетия (1893 год) в Диршау проживало 10 939 жителей.
На начало XX столетия Диршау город, Данцигского округа в провинции Западной Пруссии Прусское королевство, в котором проживало 13 000 жителей обоего полу. В городе были фабрики сельскохозяйственных машин, железных и жестяных товаров, сахарный завод, осуществлялась торговля лесом и скотом.
В 1905 году в городе проживало 14 814 жителей.
В ходе наступательных операций ВС Союза ССР город освобождён от войск нацистской Германии. После Великой Отечественной войны по решению Потсдамской конференции передан Польше.
- Железнодорожный мост.

## Достопримечательности
Помимо упомянутых выше мостов, интерес представляют музей Вислы в здании старого завода и две готические церкви.

## Города-побратимы
Города-побратимы:
- Курск (Россия) с 1996 года.
- Виттен (Германия) с 1990 года.
- Вердер (Хафель) (Германия) с 1998 года.
- Биржай (Литва) с 1997 года.
- Дембно (Польша) с 2000 года.
- Бове (город) (Франция) с 2005 года.
- Черноморск (Украина) с 2006 года.
- Айзкраукле (Латвия) с 2007 года.